# 東烏利蒂克 (印地安納州)
東烏利蒂克（英語：East Oolitic）是位於美國印地安納州勞倫斯縣的一個非建制地區。該地的面積和人口皆未知。